# HMS Challenger (1858)
Pour les autres navires du même nom, voir HMS Challenger.
Pour les articles homonymes, voir Challenger.

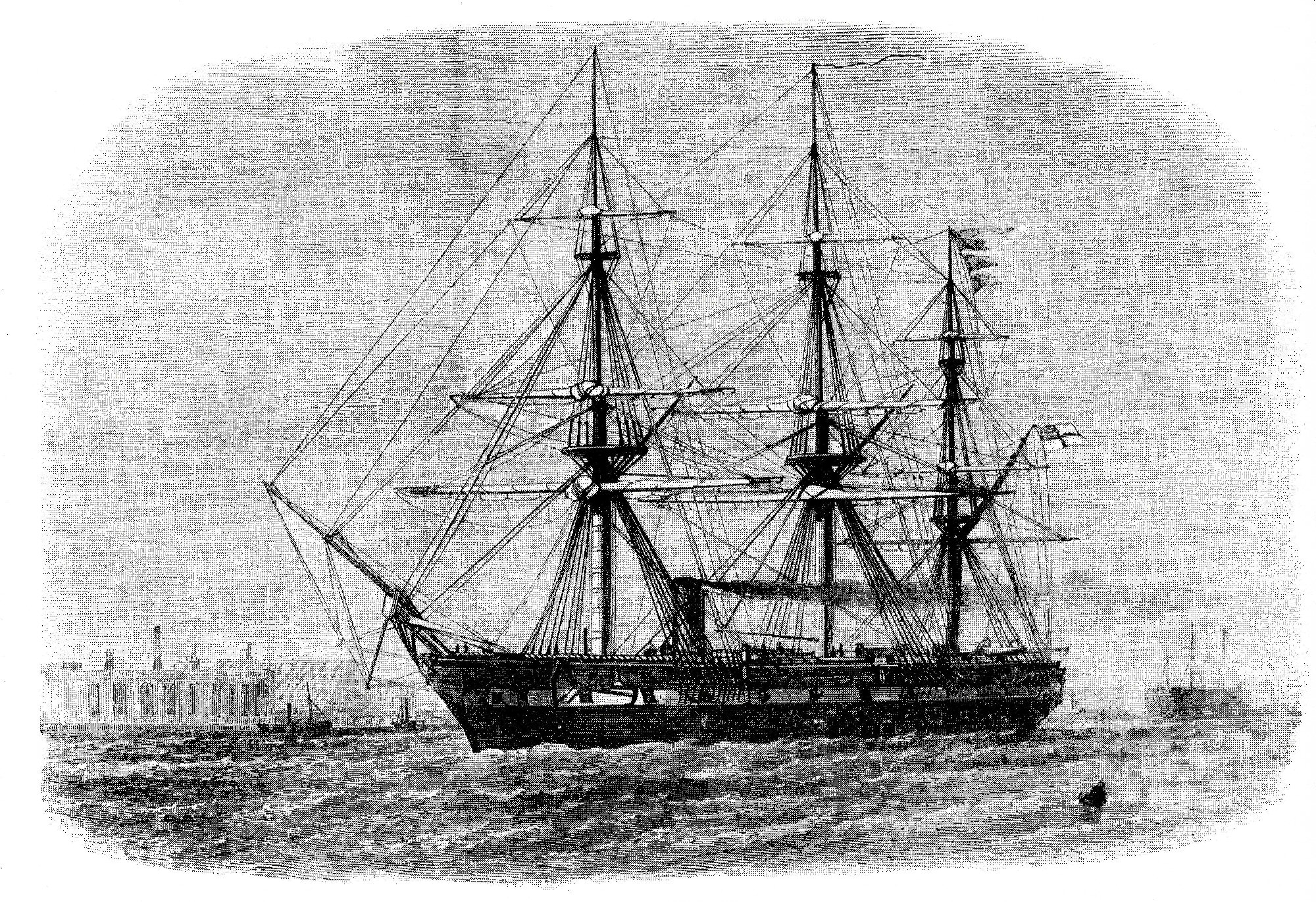
Le HMS Challenger durant son voyage d'exploration 1872-1876.

Le HMS Challenger (HMS pour His/Her Majesty's Ship), cinquième du nom, est une corvette de la Royal Navy, à assistance vapeur, lancée en 1858. Ce bateau est surtout connu pour l'expédition océanographique autour du monde qu'il mena et qui porte son nom.

## Historique

### Carrière militaire
En 1862, il prit part aux opérations contre le Mexique, dont l'occupation de Veracruz, et en 1866 à l'opération punitive contre les indigènes fidjiens pour venger le meurtre d'un missionnaire et de certains de ses assistants.

### Voyages d'exploration

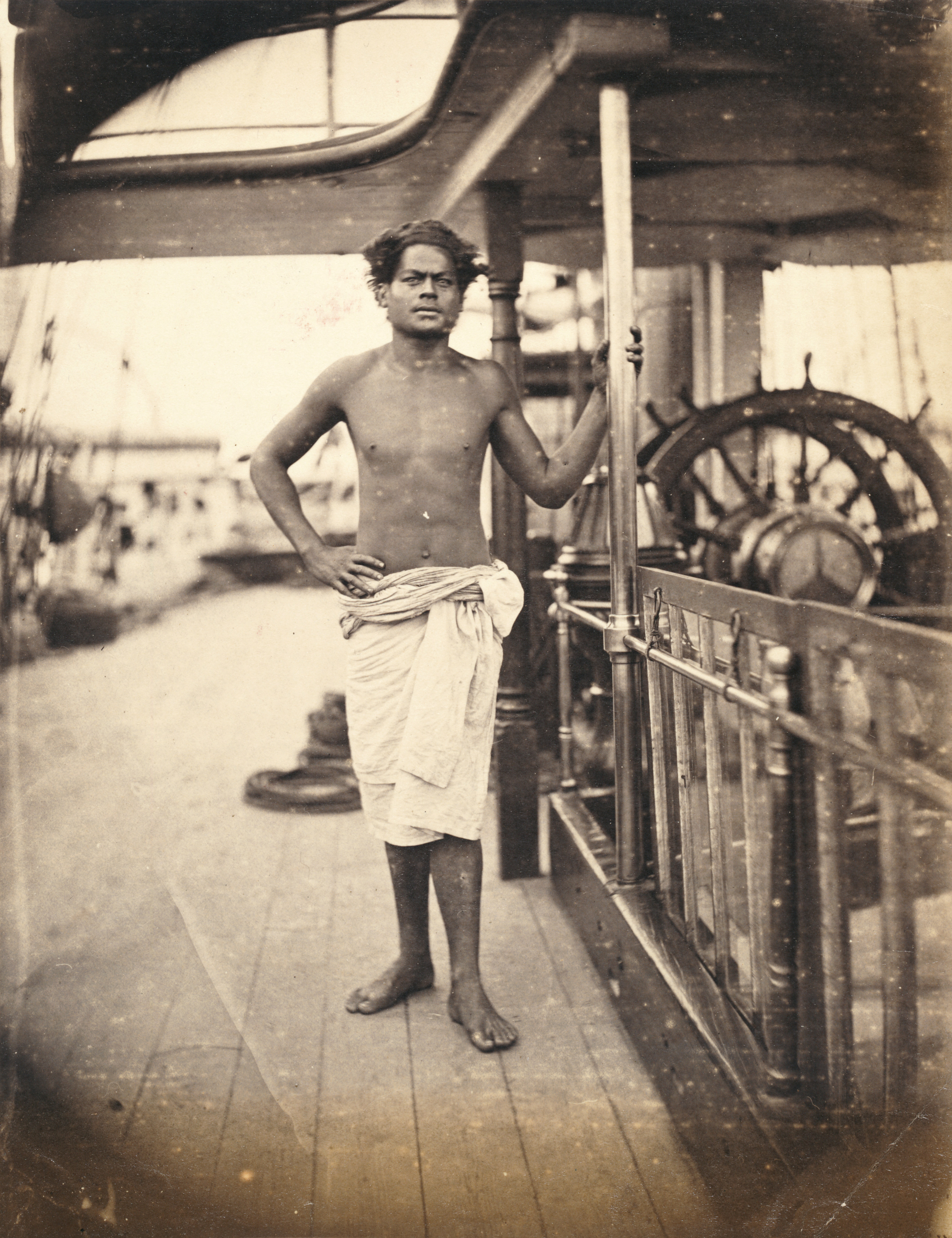
Un marin des Tonga sur le pont du Challenger

La Royal Society of London obtint l'usage d'un navire de la Royal Navy pour mener à bien une grande expédition océanographique. Le HMS Challenger fut choisi. Entre 1870 et 1872, il subit un certain nombre de modifications. Pour lui permettre de sonder les profondeurs, les canons du Challenger furent retirés. Des laboratoires, des cabines supplémentaires et une plateforme de dragage furent installés. Il fut chargé en récipients et alcool pour collecter et préserver les spécimens récoltés, des microscopes et d'autres appareils d'analyse chimique, des chaluts et des dragues, des thermomètres et des dispositifs de sondages sous-marins, avec des cordes particulièrement longues pour récupérer des sédiments à grande profondeur. Le navire fut ainsi équipé de 181 milles (290 km ou 335 km, les documents ne précisant pas s'il s'agissait de milles nautiques ou terrestres) de cordes en chanvre italien pour sonder, chaluter et draguer.
Le Challenger embarqua 243 officiers, scientifiques et équipage quand il partit pour son voyage de 127 670 km.

### Carrière commerciale et fin
Malgré le grand succès de l'expédition océanographique, le navire ne connut pas une suite glorieuse. Il fut commissionné comme navire garde-côte et d'entraînement de la Royal Naval Reserve à Harwich en juillet 1876. Le navire fut finalement racheté par les chantiers de Chatham en 1878.
Il resta en réserve jusqu'en 1883, puis fut converti en transporteur de vrac sur la rivière Medway, où il resta jusqu'à être mis à la casse en 1921 pour récupérer son bas de coque en cuivre. Rien à l'exception de sa figure de proue, ne subsiste aujourd'hui. Celle-ci est actuellement exposée dans le foyer du centre océanographique de Southampton.
La navette spatiale américaine Challenger fut nommée d'après ce navire.

## Autres HMSChallenger
Plusieurs bâtiments de la Royal Navy portèrent le nom de Challenger. Celui de l'expédition était le cinquième. Un autre bâtiment d'exploration, le HMS Challenger, 7e du nom, baptisé volontairement du nom de celui de l'expédition de 1872 servit lui aussi, en 1951, pour des mesures dans la fosse des Mariannes. Il y mesura le point océanographique le plus profond jamais enregistré, le Challenger Deep, sans que l'on sache précisément en l'honneur duquel des deux navires il a été nommé (le HMS Challenger 5e du nom avait lui découvert la fosse des Mariannes en 1875 et y avait procédé aux premières mesures de profondeur).